# Guido Fulst
Guido Fulst (n. 7 iunie 1970, Wernigerode, Saxonia-Anhalt, Germania) este un ciclist german, medaliat olimpic. A participat la 4 ediții ale Jocurilor Olimpice (1992, 1996, 2000, 2004) în care a câștigat două medalii de aur și o medalie de bronz.